# قائمة إصدارات الطوابع في أوكرانيا لسنة 2014
هذه قائمة الطوابع البريدية التي أصدرها البريد الأوكراني للتداول في عام 2014.
في الفترة من 24 يناير إلى 25 ديسمبر 2014، أصدر 67 طابعًا بريديًا، شملت 66 الطوابع التذكارية بالإضافة إلى طابع واحد فقط من طوابع الإصدار الثامن للطوابع القياسية بقيمة اسمية 2,00 إلى 5,70 هريفنا، غطت الطوابع التذكارية ذكرى التواريخ المهمة والأحداث وذكرى الشخصيات الثقافية البارزة وغيرها. دمج 28 طابعًا تذكاريًا في 9 أوراق طوابع تذكارية مختلفة. لأول مرة في تاريخ الخدمة البريدية الأوكرانية، طبع طابع الإصدار الثامن «سنديان قوي» على ورق ذاتي اللصق.
وقد كانت الطوابع التذكارية بالفئات التالية:
- 2.00 هريفنا
- 2.50 هريفنا
- 3.30 هريفنا
- 4.20 هريفنا
- 4.80 هريفنا
- 5.60 هريفنا
- 5.70 هريفنا

طُبعت كل الطوابع في مؤسسة "دار الطباعة الأوكراني" المملوكة للدولة.

## قائمة الطوابع التذكارية
| التسلسل في الكتالوج                                                          | الصورة | الوصف والمصادر | القيمة                | تاريخ طرحها للتداول | كمية الإصدار | المصمم                                   |
| ---------------------------------------------------------------------------- | ------ | --- | --------------------- | ------------------- | ------------ | ---------------------------------------- |
| رقم 1352                                                                     |        | لوحة أندريه هوك: «باقة الأقحوان». | 2,00 هريفنا           | 24 يناير 2014 م     | 153٬000      | أندريه هوك                               |
| رقم 1353                                                                     |        | "فريق البياثلون الأوكراني 2014". الملصقات تحتوي على صور: - أولينا بيلوسيوك [الإنجليزية] - فالنتينا سيميرينكو [الإنجليزية] - يوليا جيما [الإنجليزية] - فيتا سيميرينكو [الإنجليزية] | 3,30 هريفنا           | 31 يناير 2014 م     | 161٬000      | فاسيل فاسيلنكو (صورة ماريا أوسولودكينا)  |
| رقم 1354                                                                     |        | ذكرى 80 عامًا على ولادة ليونيد كرافتشوك، أول رئيس لأوكرانيا المستقلة. | 2,00 هريفنا           | 31 يناير 2014 م     | 175٬000      | فاسيل فاسيلنكو                           |
| м/а رقم 18 · رقم 1355 · رقم 1356 · رقم 1357 · رقم 1358 · رقم 1359 · رقم 1360 |        | ورقة طوابع بريدية رقم 18 المهندس المعماري فلاديسلاف هوروديتسكي |                       | 14 فبراير 2014 م    | 50٬000       | إيفان كرافيتس                            |
| رقم 1355                                                                     |        | ورقة طوابع صغيرة: المهندس المعماري فلاديسلاف هوروديتسكي: - كنيس القرائية [الإنجليزية]. 1900 | 2,00 هريفنا           | 14 فبراير 2014 م    | 100٬000      | إيفان كرافيتس                            |
| رقم 1356                                                                     |        | ورقة طوابع صغيرة: المهندس المعماري فلاديسلاف هوروديتسكي: - جزء من واجهة منزل جوروديتسكي. 1901—1903 (1) | 2,00 هريفنا           | 14 فبراير 2014 م    | 50٬000       | إيفان كرافيتس                            |
| رقم 1357                                                                     |        | ورقة طوابع صغيرة: المهندس المعماري فلاديسلاف هوروديتسكي: - جزء من واجهة منزل جوروديتسكي. 1901—1903 (2) | 2,00 هريفنا           | 14 فبراير 2014 م    | 50٬000       | إيفان كرافيتس                            |
| رقم 1358                                                                     |        | ورقة طوابع صغيرة: المهندس المعماري فلاديسلاف هوروديتسكي: - مبنى متحف الفن الوطني الأوكراني. 1897—1899 | 3,30 هريفنا           | 14 فبراير 2014 م    | 100٬000      | إيفان كرافيتس                            |
| رقم 1359                                                                     |        | ورقة طوابع صغيرة: المهندس المعماري فلاديسلاف هوروديتسكي: - كنيسة القديس نيكولاس [الإنجليزية]. 1899—1909 | 4,80 هريفنا           | 14 فبراير 2014 م    | 100٬000      | إيفان كرافيتس                            |
| رقم 1360                                                                     |        | ورقة طوابع صغيرة: المهندس المعماري فلاديسلاف هوروديتسكي: - بيت هوروديتسكي. 1901—1903 | 5,60 هريفنا           | 14 فبراير 2014 م    | 100٬000      | إيفان كرافيتس                            |
| رقم 1361                                                                     |        | سلسلة «كنوز المتاحف الأوكرانية»: رئيس الملائكة جبرائيل. لوحة فنية في كنيسة لرسام من فلورنسا من أواخر القرن الخامس عشر. | 4,80 هريفنا           | 18 فبراير 2014 م    | 147٬000      | رسام من فلورنسا                          |
| ورقة طوابع تذكارية رقم 123 رقم 1362 رقم 1363 رقم 1364 رقم 1365               |        | ورقة طوابع تذكارية «جمال وعظمة أوكرانيا: مقاطعة كيروفوهراد» - كاتدرائية الصعود المقدس [الأوكرانية] (مدينة بوبرينيتس) - لوحة تذكارية مجسمة من العصر السكيثي - مسرح كيروفهراد الأكاديمي الإقليمي للموسيقى والدراما [الأوكرانية] - فرقة "بروليسكي" للرقص الشعبي [الأوكرانية] | 2,00 2,50 4,80 هريفنا | 27 فبراير 2014 م    | 47٬000       | كالميكوف أوليكساندر فيدوروفيتش           |
| رقم 1366                                                                     |        | كروبيفنيتسكي. مجمع كيروفوغراد الإقليمي التعليمي العام [الأوكرانية]. | 2,00 هريفنا           | 27 فبراير 2014 م    | 155٬000      | كالميكوف أوليكساندر فيدوروفيتش           |
| رقم 1367                                                                     |        | ذكرى 20 عامًا منذ تأسيس البريد الأوكراني. | 2,00 هريفنا           | 25 مارس 2014 م      | 190٬000      | ميكولا سافوفيتش كوتشوبي                  |
| رقم 1368                                                                     |        | فريق البياثلون الأوكراني 2014. التتابع الذهبي. 21 فبراير 2014: الطابع البريدي يحمل صورة فريق البياتلون النسائي الأوكراني. تظهر الملصقات صور: - أولينا بيلوسيوك [الإنجليزية] - فالنتينا سيميرينكو [الإنجليزية] - يوليا جيما [الإنجليزية] - فيتا سيميرينكو [الإنجليزية]. | 3,30 هريفنا           | 15 أبريل 2014 م     | 16٬000       | فاسيل فاسيلنكو                           |
| رقم 1369                                                                     |        | الذكرى 150 لميلاد فاسيل ليبكيفسكي. مطران الكنيسة الأوكرانية الأرثوذكسية المستقلة. | 2,00 هريفنا           | 8 مايو 2014 م       | 155٬000      | ميكولا سافوفيتش كوتشوبي                  |
| رقم 1370                                                                     |        | ذكرى 100 عام على ولادة ماريا كابنيست [الإنجليزية]. 1914—1993. | 2,00 هريفنا           | 16 مايو 2014 م      | 152٬000      | فاسيل فاسيلنكو                           |
| رقم 1371                                                                     |        | اليونيسيف | 2,00 هريفنا           | 29 مايو 2014 م      | 194٬000      | أناستاسيا أوليينيك                       |
| رقم 1372                                                                     |        | سلسلة «كنوز المتاحف الأوكرانية»: خوان دي زورباران [الإنجليزية]. لوحة طبيعة صامتة مع خفاقة الشوكولاتة، 1640 م. متحف بوهدان وفارفارا خانينكو الوطني للفنون [الإنجليزية] (متحف خانينكو) في كييف. | 5,70 هريفنا           | 29 مايو 2014 م      | 147٬000      | خوان دي زورباران [الإنجليزية]            |
| رقم 1373                                                                     |        | طائرة «سيكورسكي إيليا موروميتس». | 2,00 هريفنا           | 17 يونيو 2014 م     | 186٬000      | فاليري رودينكو                           |
| رقم 1374                                                                     |        | كوزاك ماماي («طابع بريد أوروبا»). | 4,80 هريفنا           | 25 يوليو 2014 م     | 145٬000      | ميتشينكو فيتالي ستيبانوفيتش [الأوكرانية] |
| رقم 1375                                                                     |        | كوبزا [الإنجليزية] («طابع بريد أوروبا»). | 5,70 هريفنا           | 25 يوليو 2014 م     | 145٬000      | ميتشينكو فيتالي ستيبانوفيتش [الأوكرانية] |
| رقم 1378                                                                     |        | لوحة الفنان إيليا ريبين بعنوان «القوزاق يكتبون رسالة إلى السلطان التركي», 1889—1896، مع ملصقة. | 3,30 هريفنا           | 4 أغسطس 2014 م      | 190٬000      | سفيتلانا بوندار                          |
| رقم 1379                                                                     |        | سلسلة «مجموعة من النباتات العصارية والصبار في حديقة هريشكو النباتية الوطنية [الإنجليزية]»: صبار الذقن الأنيسيتسي [الإنجليزية] (Gymnocalycium anisitsii). | 2,00 هريفنا           | 15 أغسطس 2014 م     | 163٬000      | كاترينا شتانكو                           |
| رقم 1380                                                                     |        | سلسلة «مجموعة من النباتات العصارية والصبار في حديقة هريشكو النباتية الوطنية [الإنجليزية]»: صبار أذن الأرنب [الإنجليزية] (Opuntia microdasys). | 2,50 هريفنا           | 15 أغسطس 2014 م     | 163٬000      | كاترينا شتانكو                           |
| رقم 1381                                                                     |        | سلسلة «مجموعة من النباتات العصارية والصبار في حديقة هريشكو النباتية الوطنية [الإنجليزية]»: صبار الرجل العجوز [الإنجليزية] (Pilosocereus palmeri). | 3,30 هريفنا           | 15 أغسطس 2014 م     | 163٬000      | كاترينا شتانكو                           |
| رقم 1382                                                                     |        | سلسلة «مجموعة من النباتات العصارية والصبار في حديقة هريشكو النباتية الوطنية [الإنجليزية]»: زهرة تشيواوا [الإنجليزية] (Graptopetalum bellum). | 4,80 هريفنا           | 15 أغسطس 2014 م     | 163٬000      | كاترينا شتانكو                           |
| رقم 1383                                                                     |        | الميدان الأوروبي 2013—2014. | 2,00 هريفنا           | 22 أغسطس 2014 م     | 233٬000      | تاران فولوديمير فاسيليفيتش               |
| ورقة طوابع تذكارية رقم 126 رقم 1384 رقم 1385 رقم 1386 رقم 1387               |        | Поштовий ورقة طوابع تذكارية تضم 4 طوابع عن «جمال وعظمة أوكرانيا. مقاطعة أوديسا»: - قلعة آق كرمان [الإنجليزية] (بيلهورود دنيستروفسكيي) - ميناء أوديسا - كنيسة القديس نيكولاس [الأوكرانية] في مدينة فيلكوفي - منارة الميناء في مدينة إيليتشيفسك | 2,00 2,50 5,70 هريفنا | 2 سبتمبر 2014 م     | 51٬000       | كالميكوف أوليكساندر فيدوروفيتش           |
| رقم 1388                                                                     |        | نصب زوجة البحار التذكاري [الأوكرانية] في مدينة أوديسا. | 2,00 هريفنا           | 2 سبتمبر 2014 م     | 176٬000      | كالميكوف أوليكساندر فيدوروفيتش           |
| ورقة طوابع تذكارية رقم 127 رقم 1389 رقم 1390 رقم 1391 رقم 1392               |        | ورقة طوابع تذكارية مكونة من 4 طوابع: «جمال وعظمة أوكرانيا. مقاطعة ميكولايف»: - تقاطع الطرق السريعة في بيرفومايسك [الإنجليزية] - كاتدرائية أيقونة كاسبيريوف [الأوكرانية] في مدينة ميكولايف - منتزه حارس الحشرات الوطني الطبيعي [الإنجليزية] - قرية ميهيا [الألمانية] (أو ميغيا) - «حوض بناء سفن البحر الأسود [الإنجليزية]» (ش.م.ع.) في مدينة ميكولايف | 2,00 2,50 5,70 هريفنا | 13 سبتمبر 2014 م    | 49٬000       | كالميكوف أوليكساندر فيدوروفيتش           |
| رقم 1393                                                                     |        | النصب التذكاري لبناة السفن والقادة البحريين [الأوكرانية] في مدينة ميكولايف. | 2,00 هريفنا           | 13 سبتمبر 2014 م    | 173٬000      | كالميكوف أوليكساندر فيدوروفيتش           |
| رقم 1394                                                                     |        | تاراس شيفتشينكو. لوحة فاسيلي كوتشوبي [الإنجليزية]. 1859. | 2,00 هريفنا           | 26 سبتمبر 2014 م    | 201٬000      | لوحة تاراس شيفتشينكو                     |
| رقم 1395                                                                     |        | تاراس شيفتشينكو. لوحة الهدايا في تشيهيرين 1649 [الأوكرانية] رسمت سنة 1844 م. | 2,50 هريفنا           | 26 سبتمبر 2014 م    | 189٬000      | لوحة تاراس شيفتشينكو                     |
| ورقة طوابع تذكارية رقم 128 رقم 1396 رقم 1397                                 |        | ورقة طوابع تذكارية تضم طابعين: "الذكرى المئوية الثانية لميلاد تاراس شيفتشينكو". | 3,30 5,70 هريفنا      | 26 سبتمبر 2014 م    | 59٬000       | تاران فولوديمير فاسيليفيتش               |
| رقم 1398                                                                     |        | سلسلة «كنوز المتاحف الأوكرانية»: لوحة بوريس غريغورييف [الإنجليزية] بعنوان «السيدة ذات الملابس السوداء», 1917. | 2,00 هريفنا           | 6 أكتوبر 2014 م     | 171٬000      | لوحة بوريس غريغورييف [الإنجليزية]        |
| رقم 1399                                                                     |        | سلسلة «الحمام»: كريوكيفسكي | 2,00 هريفنا           | 10 أكتوبر 2014 م    | 158٬000      |                                          |
| رقم 1400                                                                     |        | سلسلة «الحمام»: - حمام الأوديسا الدوّار | 2,00 هريفنا           | 10 أكتوبر 2014 م    | 158٬000      |                                          |
| رقم 1401                                                                     |        | سلسلة «الحمام»: - حمام كييف المشرق | 2,50 هريفنا           | 10 أكتوبر 2014 م    | 158٬000      |                                          |
| رقم 1402                                                                     |        | سلسلة «الحمام»: - حمام ميكولايف مرتفع الطيران | 3,30 هريفنا           | 10 أكتوبر 2014 م    | 158٬000      |                                          |
| رقم 1403                                                                     |        | تحرير أوكرانيا من الغزاة النازيين. 22 يونيو 1941 — 28 أكتوبر 1944. | 2,00 هريفنا           | 28 أكتوبر 2014 م    | 182٬000      | تاران فولوديمير فاسيليفيتش               |
| رقم 1404                                                                     |        | 125 عامًا على إنشاء مكتب بريد تشيرنيفتسي. | 2,00 هريفنا           | 31 أكتوبر 2014 م    | 170٬000      | أوكسانا زدور                             |
| ورقة طوابع تذكارية رقم 129 رقم 1405 رقم 1406                                 |        | سلسلة «عائلات أوكرانيا المجيدة»: ورقة طوابع تذكارية «عائلة تيريشنكو»: - شعار عائلة عائلة تيريشنكو - أرتيمي تيريشنكو [الإنجليزية] (1794—1877) | 4,80 5,70 هريفنا      | 14 نوفمبر 2014 م    | 38٬000       | تاران فولوديمير فاسيليفيتش               |
| رقم 1407                                                                     |        | سنة جديدة سعيدة! عيد ميلاد مجيد! | 2,00 هريفنا           | 28 نوفمبر 2014 م    | 245٬000      | يوليكا برافدوخينا                        |
| ورقة طوابع تذكارية رقم 130 رقم 1408 رقم 1409 رقم 1410 رقم 1411               |        | ورقة طوابع تذكارية «جمال وعظمة أوكرانيا. مقاطعة فولين» - «نصب ليسيا أوكرينكا التذكاري، مدينة لوتسك» - «ينابيع أوكونسكي [الأوكرانية]، في قرية أوكونسك [الألمانية]» - تمثال ملاك «مصنوع من القش» - «دير زيمني في زيمني [الإسبانية]». | 2,00 2,50 4,20 هريفنا | 4 ديسمبر 2014 م     | 40٬000       | كالميكوف أوليكساندر فيدوروفيتش           |
| رقم 1412                                                                     |        | محطة لوتسك [الفرنسية] في مدينة لوتسك | 2,00 هريفنا           | 4 ديسمبر 2014 م     | 181٬000      | كالميكوف أوليكساندر فيدوروفيتش           |
| رقم 1413                                                                     |        | صورة جندي مع عبارة «من أجل الشرف! من أجل المجد! من اجل الشعب!» | 2,00 هريفنا           | 5 ديسمبر 2014 م     | 183٬000      | تاران فولوديمير فاسيليفيتش               |
| ورقة طوابع تذكارية رقم 131 رقم 1414 رقم 1415 رقم 1416 رقم 1417               |        | ورقة طوابع تذكارية «أوكرانيا السخية. شتاء»: - قواع جبلي (Lepus timidus) - سنجاب أحمر (Sciurus vulgaris) - رباطية درهمية الأزهار (Viburnum opulus) - قرقف كبير (Parus major) | 2,00 3,30 هريفنا      | 19 ديسمبر 2014 م    | 47٬000       | ناتاليا كوخال                            |
| ورقة طوابع تذكارية رقم 132 رقم 1419 رقم 1420                                 |        | ورقة طوابع تذكارية تضم طابعين (إصدار مشترك) «أوكرانيا — باكستان. آثار الثقافات القديمة»: - «حضارة كيوكوتيني (نهاية الألفية السادسة - بداية الألفية الثالثة قبل الميلاد)» - تمثال صغير لأنثى (قرية بيرنوفي-لوكا [الأوكرانية]، مقاطعة تشيرنيفتسي، الألفية الخامسة قبل الميلاد) - كأس مخروطي مطلي، عليه صورة نباتية (قرية توماشيفكا [الأوكرانية]، مقاطعة تشيركاسي، منتصف الألفية الرابعة قبل الميلاد) - وعاء مطلي (مقاطعة تشيركاسي، الألفية الرابعة قبل الميلاد) - «موهينجو دارو، باكستان» - تمثال من الطين لإلهة من أنقاض موهينجو دارو - أختام من موهينجو دارو - ختم عليه نقش حصان وحيد القرن من أنقاض موهينجو دارو - وعاء بنقشة أوراق من موهينجو دارو | 4,80 هريفنا           | 25 ديسمبر 2014 م    | 32٬000       | سيرهي هوروبيتس                           |

## قائمة الطوابع القياسية (الدائمة)
أصدر الطوابع التالية من الإصدار الثامن من الطوابع القياسية:
| التسلسل في الكتالوج | الصورة | الوصف والمصادر                  | القيمة      | تاريخ طرحها للتداول | كيمة الإصدار | المصمم                     |
| ------------------- | ------ | ------------------------------- | ----------- | ------------------- | ------------ | -------------------------- |
| رقم 1418            |        | «سنديان قوي» على ورق لاصق ذاتيًا | 2,00 هريفنا | 22 ديسمبر 2014 م    | 2000000      | تاران فولوديمير فاسيليفيتش |

## التعليقات
1. ↑  الطابع يصور نسخة طبق الأصل من "باقة الأقحوان" لأندريه هوك[4]
2. ↑  يصور الطابع اللافتة التذكارية "مركز البريد في أوكرانيا"، أو كيلومتر صفر [الإنجليزية]، الذي نصبت في ميدان الاستقلال في كييف عام 1996.
3. ↑  أصدر الطابع البريدي بمناسبة الذكرى 170 لميلاد إيليا ريبين.
4. ↑  كريوكيفسكي هو أحد السلالات الأصلية، وهو قمة إنجازات مربي الحمام الأوكرانيين. هذا الصنف ليس له نظائر. حمامات بيضاء كالثلج، رشيقة، صغيرة الحجم، ذات مزاج مشرق وحيوي.[63]
5. ↑  وصفت سلالة حمام الأوديسا الدوّار في كتب تربية الحمام منذ نهاية القرن التاسع عشر. لا يوجد سلالة أخرى تمنح مثل هذا الشعور بالطيران الحر في الفضاء اللامتناهي مثل سلالة حمام الأوديسا الدوّار الجميلة.[65]
6. ↑  حمام كييف المشرق – أنتج في النصف الثاني من القرن التاسع عشر. طائر نشيط للغاية، طيرانه فريد من نوعه ومبدع. ليس لديهم أجنحة قوية فحسب، بل لديهم أيضًا قلب شجاع، فالحمامات تطير في العواصف والأمطار وتجدون طريقها دائمًا إلى المنزل.[66]
7. ↑  حمام ميكولايف عالي الطيران هو سلالة أوكرانية متميزة من الحمام عالي الطيران، ربيت في القرن الثامن عشر. في ميكولايف بطريقة الاختيار الشعبي.[67]

## روابط خارجية
- Каталог продукції Укрпошти نسخة محفوظة 16 січня 2017 على موقع واي باك مشين.
- "Каталог марок України: 2014". КМД УДППЗ «Укрпошта». مؤرشف من الأصل في 21 грудня 2017. اطلع عليه بتاريخ 2018-03-31. {{استشهاد ويب}}: تحقق من التاريخ في: |تاريخ أرشيف= (مساعدة)
- "Former Soviet Union New Issues: Ukraine: 2014" (بالإنجليزية). Издательство «Нестор» (Nestor Publishers). Archived from the original on 21 грудня 2017. Retrieved 2018-03-31. {{استشهاد ويب}}: تحقق من التاريخ في: |تاريخ أرشيف= (help)